# Garcinia salakensis
Garcinia salakensis är en tvåhjärtbladig växtart som beskrevs av Jean Baptiste Louis Pierre. Garcinia salakensis ingår i släktet Garcinia och familjen Clusiaceae. Inga underarter finns listade i Catalogue of Life.